# Termitodius coronatus
Termitodius coronatus är en skalbaggsart som beskrevs av Erich Wasmann 1894. Termitodius coronatus ingår i släktet Termitodius och familjen Aphodiidae. Inga underarter finns listade i Catalogue of Life.